# Любимовка (Симферопольский район)
Люби́мовка (до 1948 года Кильдия́р; укр. Любимівка, крымскотат. Keldiyar, Кельдияр) — исчезнувшее село в Симферопольском районе Крыма. Располагалось на севере района, в степном Крыму, примерно в 2 километрах к югу от современного села Широкое.

## История
Кильдияр основан немцами-лютеранами (выходцами из беловежских колоний) в 1902 году на территории Камбарской волости Евпаторийского уезда, однако в Статистическом справочнике Таврической губернии… 1915 года село ещё не значилось. В 1918 году в деревне было всего 15 жителей.
После установления в Крыму Советской власти, по постановлению Крымревкома от 8 января 1921 года была упразднена волостная система и село включили в состав вновь созданного Сарабузского района Симферопольского уезда, а в 1922 году уезды получили название округов. 11 октября 1923 года, согласно постановлению ВЦИК, в административное деление Крымской АССР были внесены изменения, в результате которых был ликвидирован Сарабузский район и образован Симферопольский и село включили в его состав. Согласно Списку населённых пунктов Крымской АССР по Всесоюзной переписи 17 декабря 1926 года, в селе Кильдияр, Спатского сельсовета Симферопольского района, числилось 16 дворов, из них 15 крестьянских, население составляло 95 человек, из них 27 русских, 65 немцев, 2 украинца, 1 татарин (согласно энциклопедическому словарю «Немцы России» — с начальной школой и двумя лютеранскими приходами).
Вскоре после начала Великой Отечественной войны, 18 августа 1941 года крымские немцы были выселены, сначала в Ставропольский край, а затем в Сибирь и северный Казахстан. В 1944 году, после освобождения Крыма от фашистов, 12 августа 1944 года было принято постановление № ГОКО-6372с «О переселении колхозников в районы Крыма» и в сентябре 1944 года в район приехали первые новоселы (214 семей) из Винницкой области, а в начале 1950-х годов последовала вторая волна переселенцев из различных областей Украины. С 25 июня 1946 года в составе Крымской области РСФСР. Указом Президиума Верховного Совета РСФСР от 18 мая 1948 года, Кильдияр переименовали в Любимовку. Ликвидировано в период с 1960 по 1968 год — на 15 июня 1960 года село ещё числилось в составе совета как село Гвардейского поссовета согласно справочнику «Крымская область. Административно-территориальное деление на 1 января 1968 года» — с 1954 по 1968 годы).